# Roccia ultrafemica

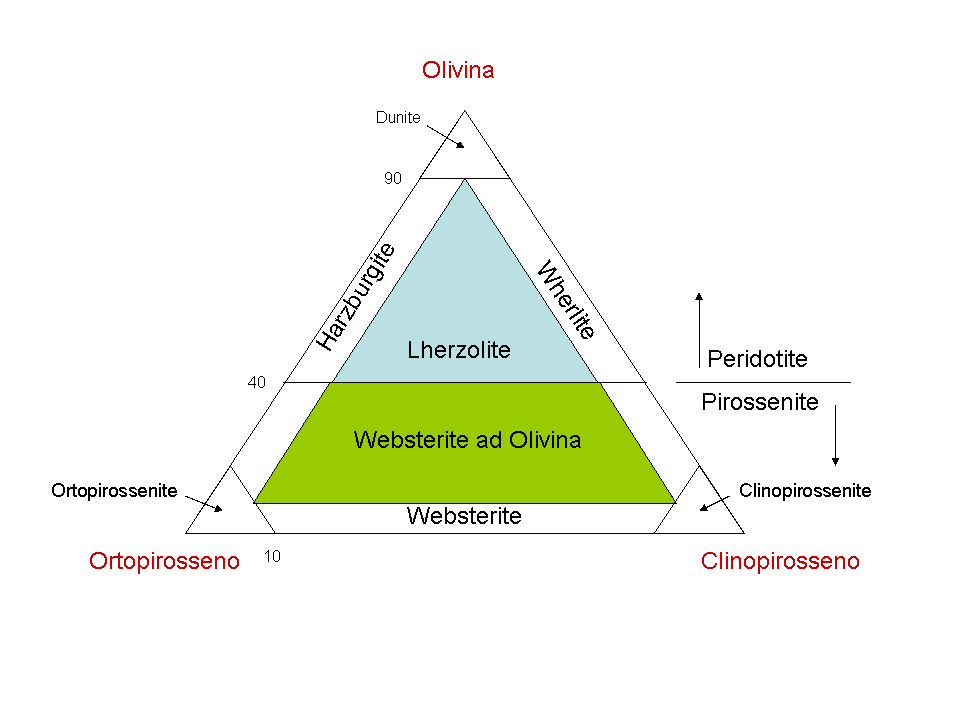
Diagramma peridotite - pirossenite, alla base della classificazione delle rocce ultramafiche. La tipica peridotite del mantello occupa una piccola zona in alto a sinistra del diagramma

Le rocce ultramafiche, dette anche ultrafemiche o ultrabasiche, sono rocce ignee con contenuto molto basso, meno del 45%, di silice,  generalmente percentuale superiore al 18% di ossidi di magnesio, ossidi ferrosi elevati, basso contenuto in potassio, e sono composte principalmente da minerali femici. 
Il mantello terrestre è considerato principalmente composto da rocce ultramafiche.
Vengono considerate rocce ultramafiche quelle che presentano un contenuto di minerali mafici (olivine, monticellite, pirosseni, anfiboli, miche, melilite, minerali opachi e accessori dello zircone, apatite, titanite, epidoti, allanite e carbonati) uguale o superiore al 90%, come ad esempio le peridotiti, composte prevalentemente da olivina e pirosseni.

## Suddivisione
Sono generalmente rocce di origine antica (Archeano e Proterozoico), e possono essere suddivise in:
- Rocce ultrafemiche intrusive (esempio peridotite), le più diffuse
- Rocce ultrafemiche effusive o vulcaniche (esempio: picrite), rare e di origine antica
- Rocce ultrafemiche ultrapotassiche (esempio: kimberlite)
- Rocce ultrafemiche metamorfizzate (esempio: serpentinite)